# Battito delle mani

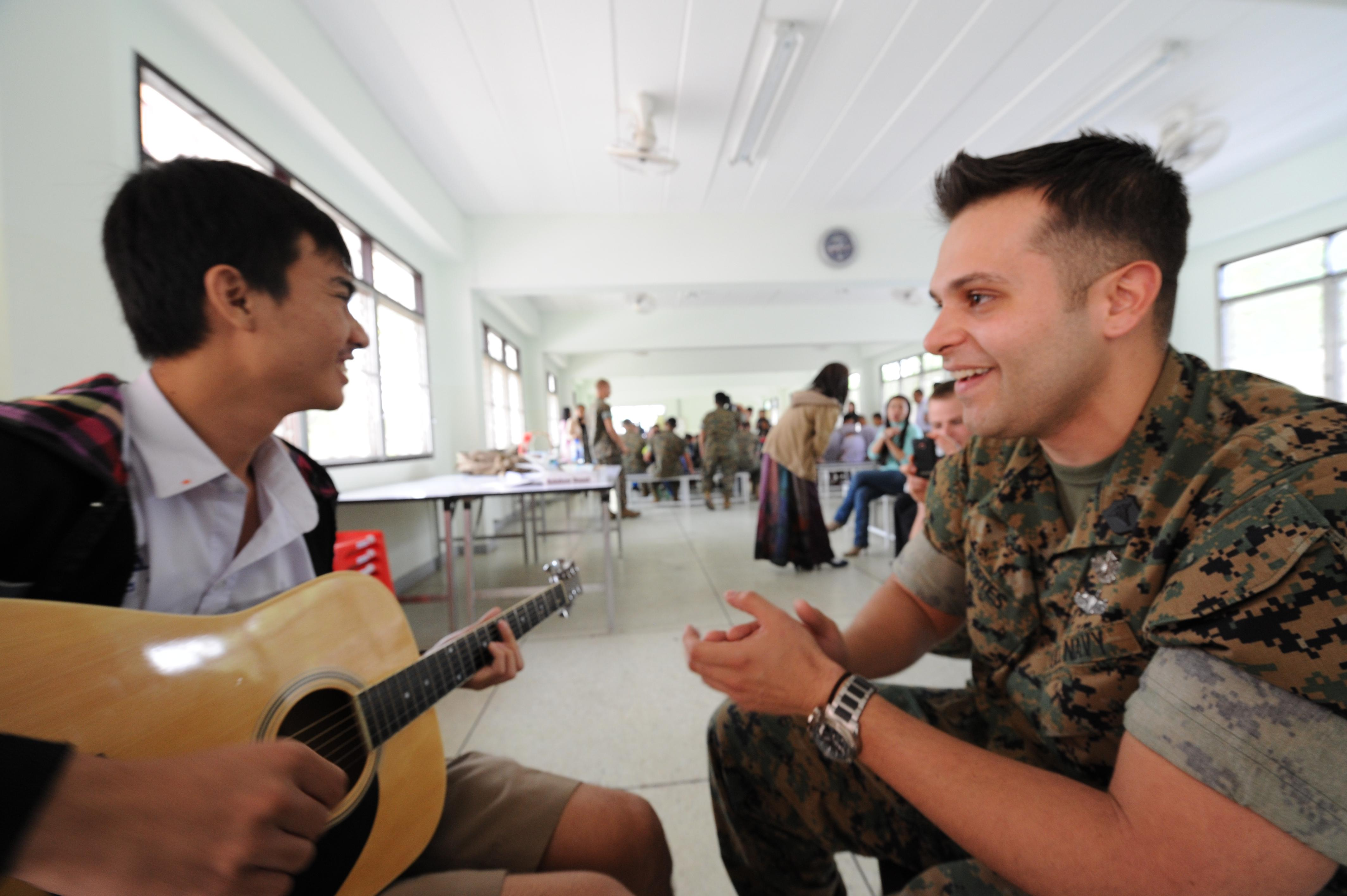
Esempio di battito di mani

Un battito è un suono percussivo prodotto colpendo insieme due superfici piatte, come alcune parti del corpo di esseri umani o animali. Gli uomini battono i palmi delle loro mani tra loro, spesso rapidamente e ripetutamente per esprimere apprezzamento o approvazione (questo atto è detto applauso), o in maniera ritmica, come una forma di percussione corporale per abbinare i suoni in musica, ballo, canto, giochi di mani e simili.
Alcune persone picchiettano il dorso di una mano sul palmo dell'altra per comunicare fretta o entusiasmo, un atto a volte considerato un gesto rozzo.

## In musica
Nel mondo della musica, alcuni generi che si basano sul ritmo delle mani sono la musica gospel, la musica javanese (per la quale i pattern di applausi sono noti come keplok e sono importanti per il gamelan), il flamenco e la sevillana (in questi ultimi il battito viene chiamato "palmas" e spesso è parte integrante delle canzoni). Un campionamento o "clap" sintetizzato è anche massicciamente utilizzato in alcuni sottogeneri del pop, quali musica elettronica, rap e hip hop, che mutuano e imitano il battere le mani da alcuni stili precedenti, come la disco ed il funk degli anni '70. Solitamente l'inserimento delle mani che scandiscono il ritmo rinforza il rullante sul 2° e 4° battito del pentagramma. In alcuni casi, sia nel rap moderno ma anche nell'R&B, spesso si omette direttamente il rullante, rendendo il battito una caratteristica più centrale del ritmo. Nel 1997 il brano Why, Oh Why, interpretato da Marlena Shaw, ha avuto il battito di mani.

### Opere musicali che si basano sul battito delle mani
Opere classiche eseguite interamente con battiti di mani
- Steve Reich, Clapping Music (1972)
- Robert Paterson, Voices (1988)[1]
- Pascal Zavaro, Kino-Klap (2008)

Opere classiche che includono battiti di mani
- Carlos Surinach, Ritmo Jondo (1953)
- David Chesky, Flute Concerto e Violin Concerto

## Nell'acustica e applicazioni mediche
Battere le mani è utile in campo medico per favorire la circolazione sanguigna, mentre in quello acustico per controllare il tempo di riverbero di una stanza.

## Nello sport e in altre attività
Durante il UEFA Euro 2016, i tifosi dell'Islanda si fecero notare per il loro "applauso a vulcano" (o "Viking clap", anche se in realtà potrebbe aver avuto origine presso il club scozzese Motherwell), basato sull'alternanza del battito di mani e il suono gutturale "uh". I fan dei Canberra Raiders lo sfruttarono poi per il loro canto di vittoria, così come i Minnesota Vikings.
Il termine "hand clap" o "hand clap Charlie" (dal brano Clap Hands! Here Comes Charley!) è usato anche nell'aviazione per indicare una collisione o un contatto ala-ala tra due velivoli.